# Byung Chul Kim

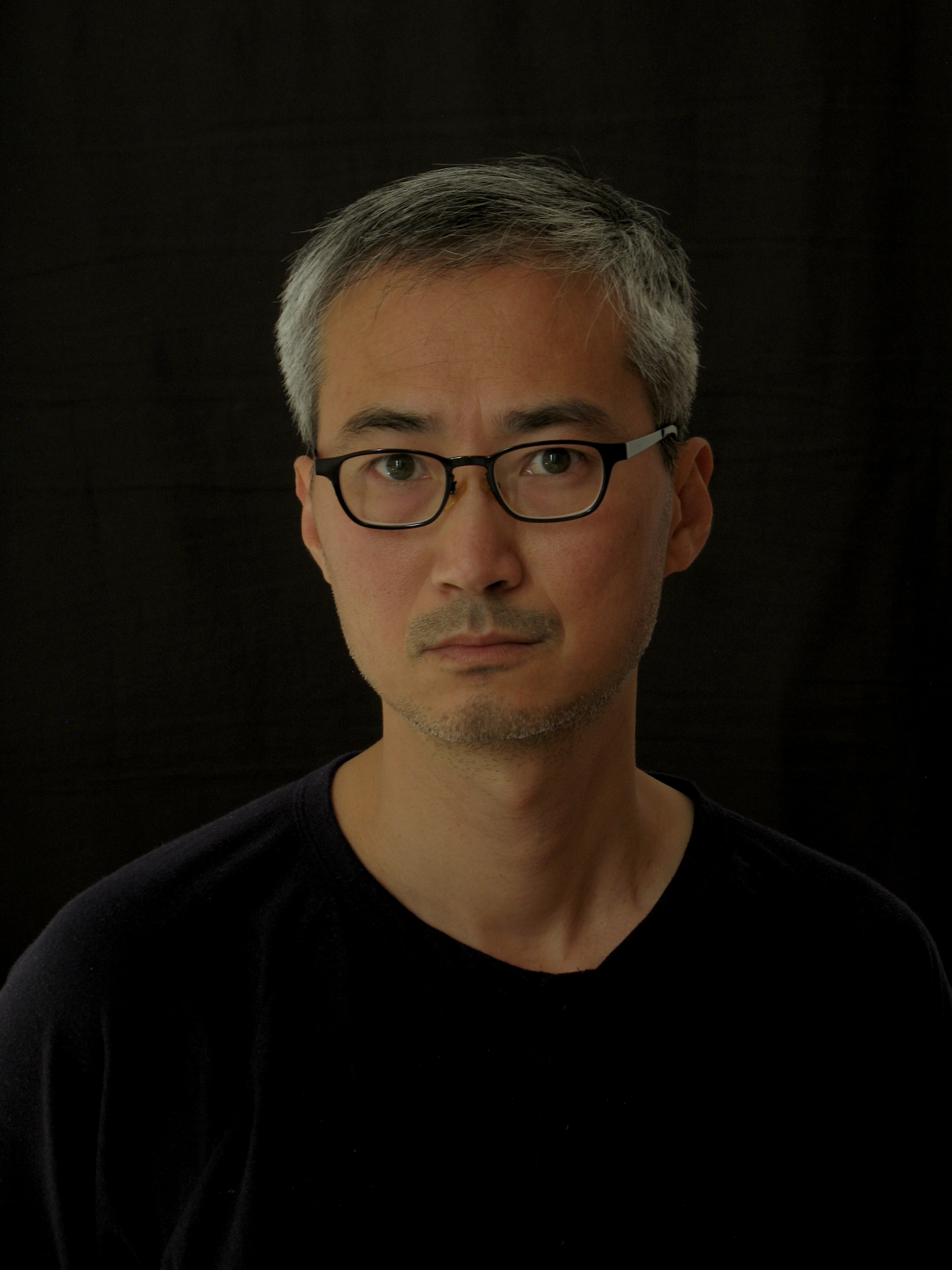
Foto, 2018

Byung Chul Kim (coreano: 김병철; Seúl, 1974) es un artista surcoreno multidisciplinal residente en Alemania. A nivel internacional, es conocido por su proyecto Performance-Hotel.

## Biografía
Creció en el interior de Corea del Sur y pasó su juventud en Seúl, donde vivió en un monasterio budista entre los 15 y 17 años. 
Estudió pintura occidental en la Universidad de Artes de Chugye en Seúl y luego performance, instalación y videoarte en la Academia Estatal de Bellas Artes de Stuttgart (donde se graduó en escultura en 2011) y en el California College of the Arts en San Francisco. 
En sus trabajos, como el ciclo "Der kleine Künstler" (“El pequeño artista”) se distingue por sutiles reflexiones filosóficas presentadas al espectador con humor. En su obra, el artista aborda la felicidad y el ciclo de la vida. Los temas budistas tradicionales se mezclan con influencias occidentales y, por tanto, reflejan su enfoque transcultural. Byung Chul Kim ha presentado sus proyectos en Alemania, Suiza, Francia, Estados Unidos y África.